# Juan Nepomuceno Corpas
Juan Nepomuceno Corpas ODB (Guaduas, Cundinamarca, Colombia, 2 de febrero de 1885-Rochester, Estados Unidos, 18 de diciembre de 1944) fue un médico, diplomático y catedrático colombiano.

## Biografía
Los padres de Juan N. Corpas eran tolimenses y residían en el municipio de Guaduas en la época de su nacimiento. Obtuvo el título de Bachiller en Filosofía y Letras del Colegio Mayor de Nuestra Señora del Rosario en 1902 y el título de Doctor en Medicina y Cirugía con especialidad en Obstetricia en la Universidad Nacional de Colombia en 1910. Inicialmente fue profesor en Clínica General y luego en Clínica Obstétrica en la Universidad Nacional.
Posteriormente fue nombrado cónsul de Colombia en París, durante la Primera Guerra Mundial, especializándose en cirugía de heridas de guerra. En 1923 fue nombrado rector de la Escuela de Medicina y al año siguiente Ministro de Educación y Salud Pública, desde donde impulsó cambios en la enseñanza de la medicina en el país.
En 1928 fue vicepresidente de la Academia Nacional de Medicina y miembro honorario de la Academia de Ciencias de la Educación. También hizo parte de la Sociedad de Medicina, en la Cruz Roja y el Colegio Americano de Cirujanos. Además fue miembro de la junta constructora del Hospital de San José y de la Clínica Marly.
Recibió la Cruz de Boyacá en 1938 y murió en 1944 en Estados Unidos, en donde recibía tratamiento por un cáncer de páncreas.
El 3 de febrero de 1971 se fundó la Escuela de Medicina Juan N. Corpas posteriormente llamada Fundación Universitaria Juan N. Corpas y en 1976 la clínica que lleva su nombre en Bogotá.

## En su honor
El Dr. Jorge Eduardo Piñeros Corpas, en honor de su tío el Dr. Juan Nepomuceno Corpas, fundó la Fundación Universitaria Juan N. Corpas, la Fundación Clínica Hospital Juan N. Corpas, la Fundación Laboratorio de Farmacología Vegetal Labfarve y Medicor. 